# Шверин, Отто фон

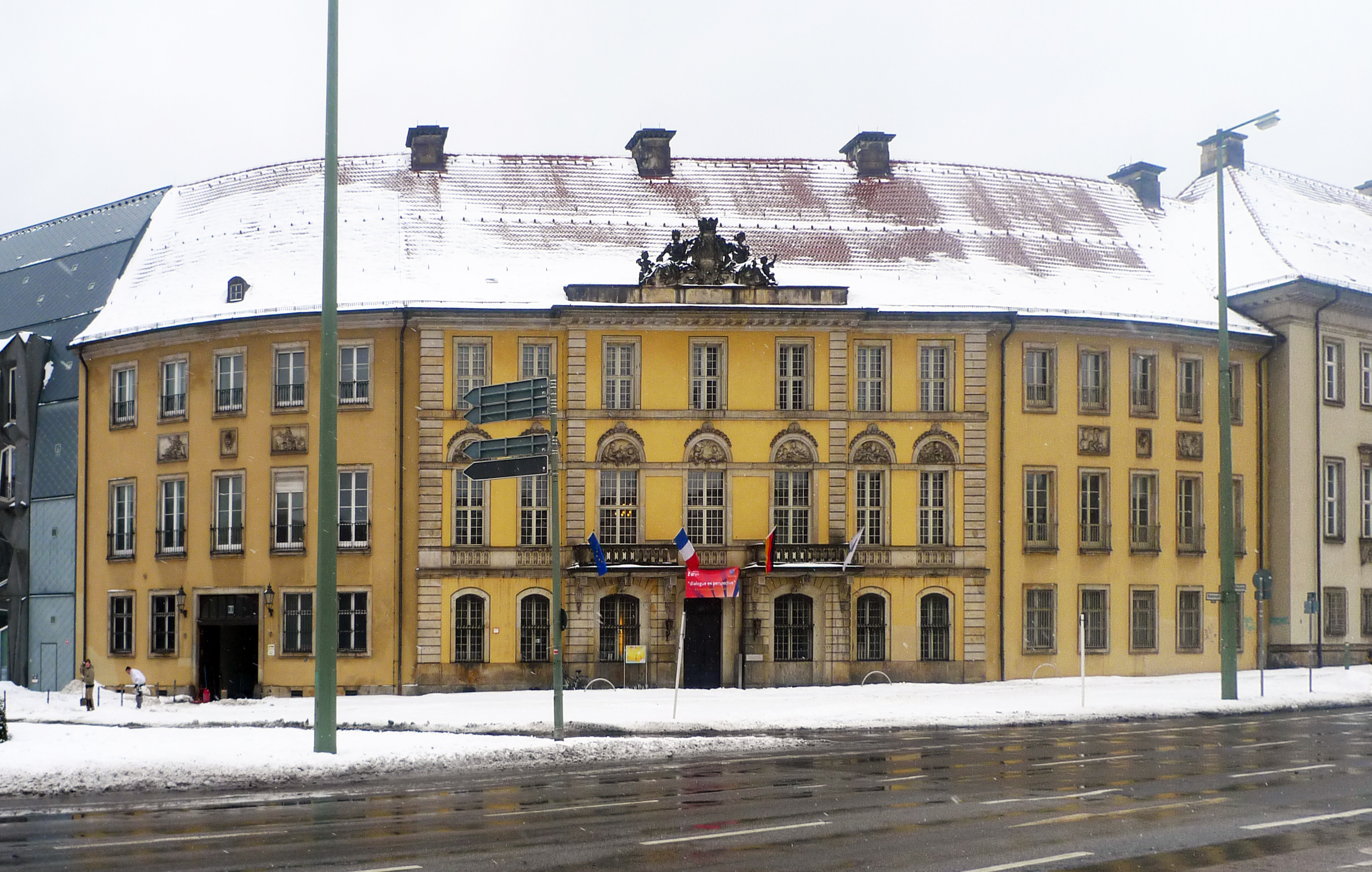
Дворец Шверина в Берлине на Молькенмаркте, приобретённый графом в 1698 году

Граф Отто фон Шве́рин (нем. Otto von Schwerin; 21 апреля 1645, Берлин — 8 мая 1705, Альтландсберг) — граф, бранденбургский и прусский государственный деятель и дипломат, тайный советник.

## Биография
Отто фон Шверин происходил из померанской дворянской семьи Шверинов и приходился сыном Отто фон Шверину (1616—1679), обер-президенту и тайному советнику. Совершив гран-тур в Голландию и Францию, в 1667 году фон Шверин встал во главе графства Руппин, в 1668 году стал придворным и судебным советником. Курфюрст Фридрих Вильгельм направил его с дипломатическими миссиями в Дрезден, Ганновер, Гейдельберг, Лейпциг и Кведлинбург. В 1673 году получил звание тайного советника и направлен в Лондон с целью убедить короля Карла II вступить в союз против Франции. В 1683 и 1686 годах служил послом при императоре Леопольде I. Об Отто фон Шверине напоминает дворец Шверина на площади Молькермаркт в Берлине.

## Семья
Отто фон Шверин женился в 1668 году на Эрмгард Марии фон Квадт цу Викрадт (1651—1730). У них родились:
- Отто (1684—1755), правитель Вольфсхагена, женат на Шарлотте Элеоноре Амалии Доротее фон Денгоф (1703—1762), дочери Отто Магнуса фон Денгофа
- Шарлотта Луиза (1672—1748), замужем за Иоганном Сигизмундом фон Гейденом (1641—1724), затем за Дионисиусом Георгом Иоахимом фон Бланкенбургом